# بلاك كلوفر: سيف إمبراطور السحر
بلاك كلوفر: سيف إمبراطور السحر (باليابانية: ブラッククローバー 魔法帝の剣، بالروماجي: Burakku Kurōbā: Mahōtei no Ken) (بالإنجليزية: Black Clover: Sword of the Wizard King) هو فيلم أنمي ياباني من إخراج أياتاكا تانيمورا ومن إنتاج بيرو. الفيلم مقتبس من سلسلة مانغا بلاك كلوفر من تأليف يوكي تاباتا. عرض الفيلم في اليابان في 16 يونيو عام 2023.

## القصة
تدور أحداث القصة عن كونراد ليتو الذي كان إمبراطور السحر السابق قبل يوليوس نوفاكرونو، وكان يحظى باحترام الناس في مملكة كلوفر. ومع ذلك فقد انقلب بشكل غريب ضد المملكة وكان يريد تدميرها فختمه يوليوس. الآن عاد كونراد إلى الظهور لأن الختم قد انكسر لأن يوليوس فقد قوته السحرية، وهو يستخدم "السيف الإمبراطوري" ويسعى إلى تدمير مملكة كلوفر وإيجاد حقبة جديدة تسود فيها المساواة من خلال تدمير الجميع وإحياء فقط أولئك الذين يعتبرهم يستحقون مكانًا في المجتمع الذي يتصوره.

## الأداء الصوتي
| الشخصية             | الأداء الصوتي     |
| ------------------- | ----------------- |
| أستا                | غاكوتو كاجيوارا   |
| يونو غرنبيريال      | نوبوناغا شيمازاكي |
| نويل سيلفا          | كانا يوكي         |
| يامي سوكيهيرو       | جونيتشي سوابي     |
| يوليوس نوفاكرونو    | توشيوكي موريكاوا  |
| كونراد ليتو         | توشيهيكو سيكي     |
| إدوارد أفالاتشي     | هوتشو أوتسوكا     |
| برينسيا فانيباني    | ميوكي ساواشيرو    |
| جيستر غارانداروس    | فوميا تاكاهاشي    |
| ميلي ماكسويل        | ماري إيتويو       |
| فانيسا إينوتيكا     | نانا ميزوكي       |
| فينرال رولاكاس      | جون فوكوياما      |
| سيكر سالوتيل        | أياني ساكورا      |
| وليام فانجانس       | دايسكي أونو       |
| فويغوليون فيرميليون | كاتسويوكي كونيشي  |
| ميروليونا فيرميليون | جونكو ميناغاوا    |
| نوزيل سيلفا         | كوسكي توريومي     |
| جاك ذا ريبير        | دايسكي ناميكاوا   |
| شارلوت روزيلي       | يو كوباياشي       |
| ريل بويزمورتير      | ناتسوكي هاناي     |
| دوروثي أونسورث      | ماريا إيسي        |
| كايزر غرانفوركا     | كينيتشيرو ماتسودا |
| ماغنا سوينغ         | غينكي مورو        |
| لاك فولتيا          | أيومو موراسي      |
| غوش أدلاي           | ساتوشي هينو       |
| تشارمي بابيتسون     | كيونو ياسونو      |
| غري                 | مينامي تاكاهاشي   |
| جوردون أغريبا       | كينيتشيرو ماتسودا |
| زورا إيديل          | هيكارو ميدوريكاوا |
| هنري ليغولانت       | ميتسكي سايغا      |
| ميموزا فيرميليون    | أسوكا نيشي        |
| كلاوس لونيتس        | تاكوما تيراشيما   |
| ماركس فرانسوا       | يوشيتاكا يامايا   |
| سيكي برونزازا       | ريوتا أوساكا      |
| ليوبولد فيرمليون    | كين               |
| سالي                | مينامي تسودا      |
| بيل                 | أيا أوتشيدا       |
| ليب                 | نوبوهيكو أوكاموتو |
| ناشت فاوست          | هيرو شيمونو       |
| الأب أورسي          | كازوكي ناكاو      |

## الجوائز والترشيحات
| قائمة الجوائز والترشيحات | قائمة الجوائز والترشيحات | قائمة الجوائز والترشيحات | قائمة الجوائز والترشيحات       | قائمة الجوائز والترشيحات | قائمة الجوائز والترشيحات |
| السنة                    | الجائزة                  | الفئة                    | المستلم                        | النتيجة                  | م.                       |
| ------------------------ | ------------------------ | ------------------------ | ------------------------------ | ------------------------ | ------------------------ |
| 2024                     | جوائز كرانشي رول للأنمي  | أفضل فيلم                | بلاك كلوفر: سيف إمبراطور السحر | رُشِّح                      | [ 9 ]                    |

## وصلات خارجية
- الموقع الرسمي باللغة اليابانية
- بلاك كلوفر: سيف إمبراطور السحر على موقع IMDb (الإنجليزية)
- بلاك كلوفر: سيف إمبراطور السحر على موقع نتفليكس (الإنجليزية)
- بلاك كلوفر: سيف إمبراطور السحر على موقع قاعدة بيانات الفيلم (الإنجليزية)
- بلاك كلوفر: سيف إمبراطور السحر على موقع ليتربوكسد (الإنجليزية)
- بلاك كلوفر: سيف إمبراطور السحر على موقع ANN anime (الإنجليزية)